# Atractotomus
Atractotomus is een geslacht van wantsen uit de familie blindwantsen. Het geslacht werd voor het eerst wetenschappelijk beschreven door Franz Xaver Fieber in 1858.

## Soorten
Het genus bevat de volgende soorten:

- Atractotomus acaciae Knight, 1925
- Atractotomus agrifoliae Stonedahl, 1990
- Atractotomus albidicoxis Reuter, 1909
- Atractotomus amygdali Wagner, 1960
- Atractotomus arizonae (Knight, 1968)
- Atractotomus atricolor (Knight, 1923)
- Atractotomus balli Knight, 1931
- Atractotomus bicolor Stonedahl & Schwartz, 1994
- Atractotomus brunomassai Carapezza, 1982
- Atractotomus cercocarpi Knight, 1931
- Atractotomus chiapas Stonedahl, 1990
- Atractotomus cooperi Stonedahl, 1990
- Atractotomus femoralis Fieber, 1858
- Atractotomus griseolus (Reuter, 1909)
- Atractotomus hesperia Uhler, 1872
- Atractotomus iturbide Stonedahl, 1990
- Atractotomus jalisco Stonedahl, 1990
- Atractotomus kija Linnavuori, 1993
- Atractotomus kolenatii (Flor, 1860)
- Atractotomus magnicornis (Fallén, 1807)
- Atractotomus mali (Meyer-Dür, 1843)
- Atractotomus marcoi Carapezza, 1982
- Atractotomus miniatus (Knight, 1926)
- Atractotomus mitla Stonedahl, 1990
- Atractotomus morelos Stonedahl, 1990
- Atractotomus morelus Stonedahl, 1990
- Atractotomus morio Sahlberg, 1883
- Atractotomus nicholi (Knight, 1968)
- Atractotomus nigripennis (Schuh & Schwartz, 1985)
- Atractotomus oaxaca Stonedahl, 1990
- Atractotomus ovatus (Knight, 1926)
- Atractotomus pallens Knight, 1968
- Atractotomus pallidus Stonedahl, 1990
- Atractotomus parvulus Reuter, 1878
- Atractotomus persquamosus Seidenstücker, 1961
- Atractotomus polymorphae Stonedahl, 1990
- Atractotomus prosopidis (Knight, 1968)
- Atractotomus purshiae Froeschner, 1963
- Atractotomus quercicola Stonedahl, 1990
- Atractotomus quercinus Stonedahl, 1990
- Atractotomus ramentum Stonedahl, 1990
- Atractotomus reuteri Knight, 1931
- Atractotomus rhodani Fieber, 1861
- Atractotomus rubidus (Uhler, 1895)
- Atractotomus russatus Stonedahl, 1990
- Atractotomus schaffneri Stonedahl, 1990
- Atractotomus schwartzi Stonedahl, 1990
- Atractotomus taxcoensis Stonedahl, 1990
- Atractotomus teopisca Stonedahl & Schwartz, 1994
- Atractotomus tuthilli (Knight, 1968)